# Politikfabrik
Die Politikfabrik ist eine studentische Agentur für politische Kommunikation. Sie wurde am Otto-Suhr-Institut (OSI) der Freien Universität Berlin gegründet und durch ihre Erstwählerkampagne Die WAHL GANG im Bundestagswahlkampf 2002 bundesweit bekannt, vor allem durch das von ihr entwickelte Online-Tool „Wahl-O-Mat“. 

## Organisation
In der Politikfabrik arbeiten Studierende der Politik- und Kommunikationswissenschaft ehrenamtlich, aktuell an verschiedenen Projekten der politischen Bildung. Die Politikfabrik ist ein eingetragener Verein mit einem Vorstand aus Studierenden und einem Kuratorium. Dieses besteht aus ehemaligen Geschäftsführern und Vorständen der Politikfabrik sowie Personen des öffentlichen Lebens. 

## Geschichte und Projekte
Die Politikfabrik ist aus dem Projektkurs „Werbung und Politik“ am Otto-Suhr-Institut der Freien Universität Berlin hervorgegangen. Rund 80 Politologie-Studenten der Freien Universität Berlin haben ein Konzept für eine überparteiliche Kampagne entwickelt, die junge Berliner Nichtwähler zur Stimmabgabe für die Bundestagswahl im September 2002 mobilisieren soll. Geschäftsführer der Politikfabrik von 2001 bis 2002 waren Henriette Wienges und Daniel Holefleisch, der Ehemann von Annalena Baerbock.
Im Wahlkampf zur Bundestagswahl 2005 wurde die Erstwählerkampagne neu aufgelegt. Ziel war es, junge Menschen zum Wählen zu motivieren und Entscheidungshilfen anzubieten. Hierfür ging die Wahl Gang auf Tour und besuchte bundesweit Schulen, hat einen Kinospot produziert, der auf zahlreichen Cinemaxx-Leinwänden lief und hat mit verschiedenen Testimonials, u. a. der Musikgruppe Silbermond Plakate und Freecall-Ansagen produziert. Die Kampagne wurde neben privatwirtschaftlichen Sponsoren u. a. von der Bundeszentrale für politische Bildung unterstützt. Im Jahr 2006 organisierte die Politikfabrik die Mobilisierungskampagne „WAHL GANG Berlin“ für die Wahlen zum Berliner Abgeordnetenhaus und zu den Bezirksverordnetenversammlungen. Die Kampagne wurde zur Europawahl 2009 und zur Bundestagswahl 2009 erneut aufgelegt.
Ein Projekt der Politikfabrik war die interaktive Medienreise „stadt.land.plus Türkei“ als Neuauflage des Projekts eu_checker Bulgarien und Rumänien 2007 und stadt.land.plus Ukraine unter der Schirmherrschaft des damaligen Außenministers Frank-Walter Steinmeier. Das Projekt wurde u. a. in Kooperation mit der Robert Bosch Stiftung und der Allianz Kulturstiftung realisiert. Wieder schickt die Politikfabrik Jugendliche für zwei Wochen als Botschafter und Multiplikatoren für die deutsche Öffentlichkeit auf das Social-Media-fokussierte Reiseprojekt in EU-Beitrittsländer.
In den letzten Jahren wurden verschiedene Projekte durchgeführt, so etwa das Online-Projekt Flüsse verbinden zur europäischen Integration, der Model G8 Youth Summit, das Europäische Wissenschaftsparlament und der Public-Affairs-Kongress Macht Beratung Politik. Aufsehen erregte der Fachkongress für politische Kommunikation Politik als Marke, auf dem neben den Wahlkampfmanagern Matthias Machnig, Michael Spreng und Fritz Goergen auch Journalisten und Politiker wie Brigitte Zypries, Hans-Christian Ströbele und Silvana Koch-Mehrin diskutierten. 
Zu der ersten Kampagne und deren Fortsetzung erschien 2006 im Wissenschaftlicher Verlag Berlin (wvb) das Buch „Die WAHL GANG-Kampagnen“, herausgegeben von Daniela Augenstein, Nils Diederich und Henriette Wienges. 
Mittlerweile ist auch ein weiteres Buch von Politikfabrikanten auf dem Markt, das die Ergebnisse des Kongresses Politik als Marke aufgreift und nach Chancen und Grenzen der Vermarktung von Politik fragt. Das Buch ist in dritter Auflage erschienen.